# Hoplandrothrips microps
Hoplandrothrips microps är en insektsart som först beskrevs av Ian A. Hood 1912.  Hoplandrothrips microps ingår i släktet Hoplandrothrips och familjen rörtripsar. Inga underarter finns listade i Catalogue of Life.